# لوبلین (ویسکانسین)
لوبلین (به انگلیسی: Lublin) یک منطقهٔ مسکونی در ایالات متحده آمریکا است که در شهرستان تیلور، ویسکانسین واقع شده‌است. لوبلین ۳٫۹۵ کیلومتر مربع مساحت و ۱۱۸ نفر جمعیت دارد و ۳۹۲ متر بالاتر از سطح دریا واقع شده‌است.